# Папский институт средневековых исследований
Папский институт средневековых исследований (англ. Pontifical Institute of Mediaeval Studies, PIMS) — исследовательский институт в Канаде, специализирующийся на передовых исследованиях культуры Средневековья.
Располагается в Колледже Св. Михаила Торонтского университета.
Основан в 1929 году. Является старейшим гуманитарным исследовательским институтом в Канаде.
Среди его сооснователей были Этьен Жильсон из Сорбонны и Коллеж де Франс и Генри Карр (1880—1963) и Gerald B. Phelan.
Был удостоен папского статуса в 1939 году.
В конце 1960-х годов в Торонтском университете был основан Центр медиевистики (англ. Centre for Medieval Studies), тесно сотрудничавший с PIMS. Однако в 1996 году они разорвали отношения.